# Erlöserkirche (Bremen)
Die Erlöserkirche in Bremen-Schwachhausen, Ortsteil Gete Schwachhauser Heerstraße 179/181, stammt von 1950.
Das Gebäude steht seit 2001 unter Bremer Denkmalschutz.

## Geschichte

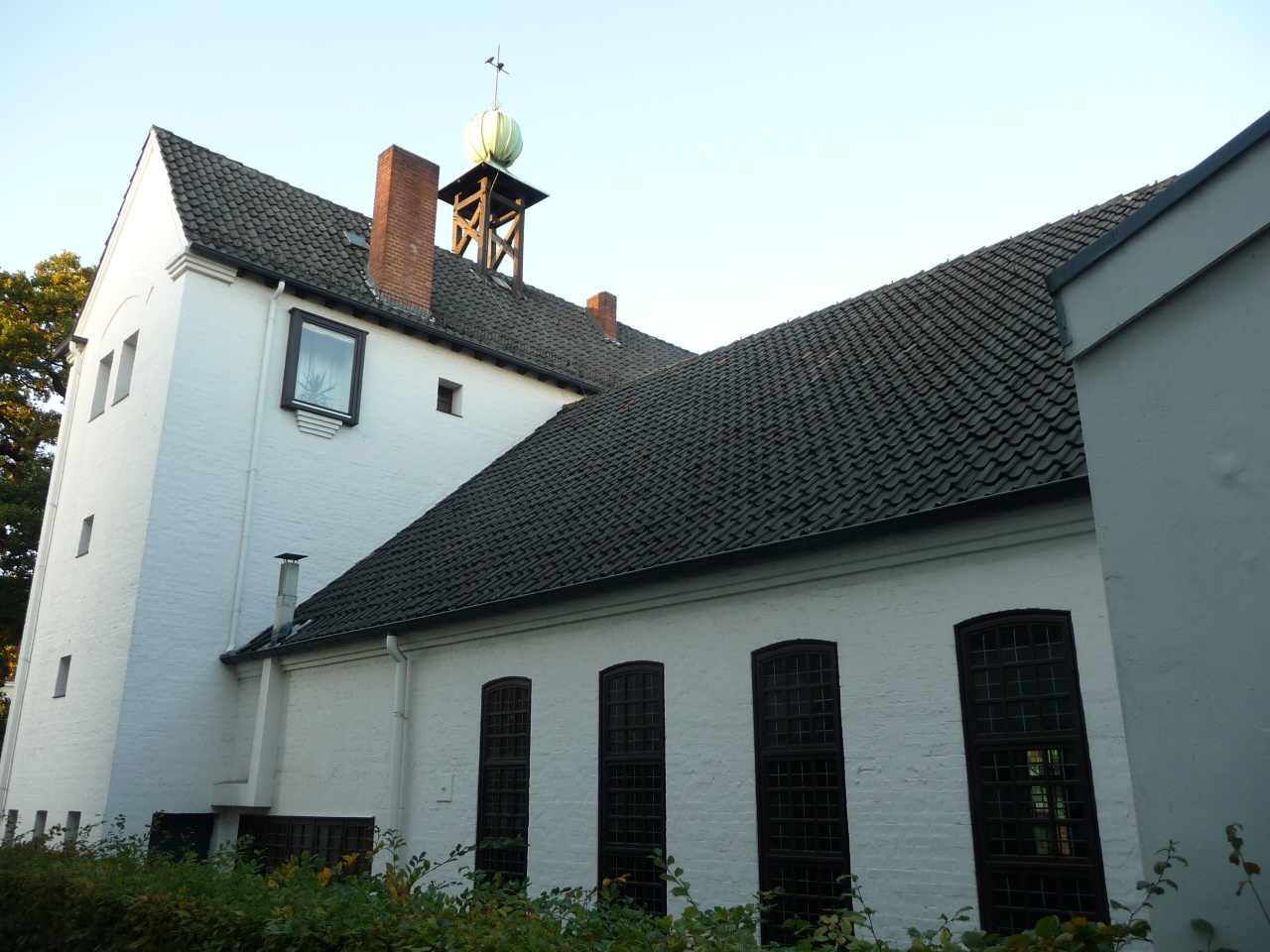
Erlöserkirche

### Erlöserkirche
Die schlichte, einschiffige, evangelisch-methodistische (EmK) Erlöserkirche mit einer Apsis wurde 1949/50 nach Plänen von Eberhard Gildemeister und Hermann Gildemeister zum großen Teil in Eigenleistung gebaut. Auf dem Satteldach steht ein feingliedriger Dachreiter. Zum Bauwerk gehört auch Versammlungsräume und eine Wohnung in einem quergelagerten, zweigeschossigen Bauwerk. Die hohen Eichensäulen im Mittelteil zur Straße wirken wie ein Eingang, der sich jedoch seitlich befindet.
Der Glaskünstler Heinz Lilienthal gestaltete die Glasfenster.

### Altenheim
Das ehemalige, viergeschossige Altenwohnheim, Orleanstraße 3 bis 5, für 68 Bewohner mit seiner differenzierten Fassade entstand von 1967 bis 1969 in zwei Baustufen nach Plänen von Friedhelm Zeuner aus Hamburg für das Sozialwerk der Kirche. Der eigenständige, zeitgemäße Neubau passt sich dem Kirchenbauwerk an. Die Gestaltung und das einheitlich weißgeschlämmte Ziegelmauerwerk lassen beide Gebäude als ein Ensemble wirken. Der Neubau ist plastisch wesentlich ausgeprägter, vor allem zu den beiden Straßenseiten. Halbzylindrische und freie Formen wirken ausdrucksstark bei einem im Inneren durchaus konventionellen Grundriss.
Heute (2014) werden die Altenwohnungen für Wohnzwecke und als Büros für Dienstleister genutzt.